# بيت مهابة (بني حشيش)

تعديل مصدري - تعديل

بيت مهابة هي إحدى قرى عزلة الأبناء بمديرية بني حشيش التابعة لمحافظة صنعاء، بلغ تعداد سكانها 298 نسمة حسب تعداد اليمن لعام 2004.